# A1 liga Košarkaškog saveza Herceg-Bosne 2014./15.
A1 liga Košarkaškog saveza Herceg-Bosne predstavlja drugi rang košarkaškog prvenstva Bosne i Hercegovine. U sezoni 2014./15. je sudjelovalo osam klubova, a ligu je osvojio Student iz Mostara.

## Ljestvica
| mj. | klub                    | ut. | pob. | por. | koš+ | koš- | bod |
| --- | ----------------------- | --- | ---- | ---- | ---- | ---- | --- |
| 1.  | Student Mostar          | 14  | 12   | 2    |      |      |     |
| 2.  | Grude                   | 14  | 10   | 4    |      |      |     |
| 3.  | Vitez                   | 14  | 9    | 5    |      |      |     |
| 4.  | Novi (Novi Travnik)     | 14  | 6    | 8    |      |      |     |
| 5.  | Tomislav (Tomislavgrad) | 14  | 5    | 9    |      |      |     |
| 6.  | Busovača                | 14  | 5    | 9    |      |      |     |
| 7.  | Čapljina                | 14  | 5    | 9    |      |      |     |
| 8.  | Livno                   | 14  | 4    | 10   |      |      |     |

### Doigravanje
| klub1                                                               | pob-por       | klub2         | 1. ut         | 2. ut         | 3. ut         |
| Poluzavršnica                                                       | Poluzavršnica | Poluzavršnica | Poluzavršnica | Poluzavršnica | Poluzavršnica |
| ------------------------------------------------------------------- | ------------- | ------------- | ------------- | ------------- | ------------- |
| Student                                                             | 2-0           | Novi          | 89:62         | 97:92         |               |
| Grude                                                               | 2-1           | Vitez         | 96:87         | 55:79         | 97:89         |
|                                                                     |               |               |               |               |               |
| Završnica                                                           |               |               |               |               |               |
| Student                                                             | 3-0           | Grude         | 81:65         | 85:81         | 70:68         |
|                                                                     |               |               |               |               |               |
| 1. i 3. utakmica igrane kod kluba 1, 2. utakmica igrana kod kluba 2 |               |               |               |               |               |

## Poveznice
- Košarkaški savez Herceg-Bosne